# New Mexico Thunderbirds
New Mexico Thunderbirds és un equip professional de bàsquet que juga a la D-League. Resident a Albuquerque, els seus afiliats de l'NBA són Dallas Mavericks i Miami Heat.

## Resultats de cada any
Llegenda: V = Victòries, D = Derrotes, % = % de victòries
| Temporada                | V   | D   | %    | Playoffs                                        | Resultats                                                    |
| ------------------------ | --- | --- | ---- | ----------------------------------------------- | ------------------------------------------------------------ |
| Huntsville Flight        |     |     |      |                                                 |                                                              |
| 2001-02                  | 26  | 30  | .464 |                                                 |                                                              |
| 2002-03                  | 22  | 28  | .440 |                                                 |                                                              |
| 2003-04                  | 24  | 22  | .522 | Guanyà les semifinals Perdé la D-League Finals  | Huntsville 108, Charleston 100 Asheville 108, Huntsville 106 |
| 2004-05                  | 27  | 21  | .563 | Perdé les semifinals                            | Asheville 90, Huntsville 86                                  |
| Albuquerque Thunderbirds |     |     |      |                                                 |                                                              |
| 2005-06                  | 26  | 22  | .542 | Guanyà les semifinals Guanyà la D-League Finals | Albuquerque 80 Florida 71 Albuquerque 119, Fort Worth 108    |
| 2006-07                  | 24  | 26  | .480 | Perdé les semifinals                            | Colorado 130, Albuquerque 100                                |
| 2007-08                  | 22  | 28  | .440 |                                                 |                                                              |
| 2008-09                  | 24  | 26  | .480 |                                                 |                                                              |
| 2009-10                  | 0   | 0   | .000 |                                                 |                                                              |
| Total                    | 195 | 203 | .490 |                                                 |                                                              |